# Conus episcopus
Conus episcopus é uma espécie de gastrópode do gênero Conus, pertencente à família Conidae.